# العلمي (صنعاء القديمة)

تعديل مصدري - تعديل

حارة العلمي هي إحدى حارات مدينة صنعاء القديمة، بلغ تعداد سكانها 943 نسمة حسب تعداد اليمن لعام 2004.